# Francisca Lewin
María Francisca Lewin Castellano (Santiago, 26 de setembre de 1980) és una actriu chilena de teatre, cinema i televisió.

## Biografia
Va néixer el 26 de setembre de 1980 a Santiago. Filla d'Ángela Castellano Salas; infermera, magister en epidemiologia i acadèmica.  Té tres germans, Ángela, Pablo i Catalina.
Va realitzar estudis superiors d'Arts escèniques a la Facultat d'Arts de la Pontifícia Universitat Catòlica de Xile (PUC), titulant-se com a actriu a l'octubre de 2002, amb el muntatge  Hombre pobre todo es trazas, de Pedro Calderón de la Barca.En 2009 va iniciar un magíster en Lletres amb Esment en Literatura en la mateixa casa d'estudis.

## Carrera
Un any després d'egressada, va aconseguir un paper protagonista en la telenovel·la juvenil de TVN 16. Posteriorment grava la seqüela d'aquesta producció anomenada 17.
En 2005, s'integra a l'elenc actoral del primer semestre en TVN, per a personificar a Doménica Capo en la teleserie d'immigrants italians Los Capo. Va guanyar el Premi APES com a "Millor Actriu de Repartiment".
També aquest any va actuar en la pel·lícula Se arrienda d'Alberto Fuguet en el paper protagonista al costat de l'actor Luciano Cruz-Coke. La pel·lícula es va estrenar a principis d'octubre de 2005 en el Festival de Cinema de Valdivia.
Quan Francisca va veure la pel·lícula en Valdivia, va dir en el matinal de Canal 13 Viva la mañana, a la seva secció de faràndula, Alfombra roja:
| « | La primera vegada que vaig veure la pel·lícula completa va ser a Valdivia, però només em vaig dedicar a analitzar-la. La segona vegada va ser diferent i la vaig gaudir. Seguí la història de Luciano (Cruz Coke, protagonista del film), tot el que li passava a ell, i em va agradar molt", | » |

La consagració en telenovel·las l'aconsegueix en 2006, interpretant a l'ambiciosa Andrea Riquelme en la reeixida Cómplices, un paper que treu a Lewin dels seus anteriors papers de noia "tendra".

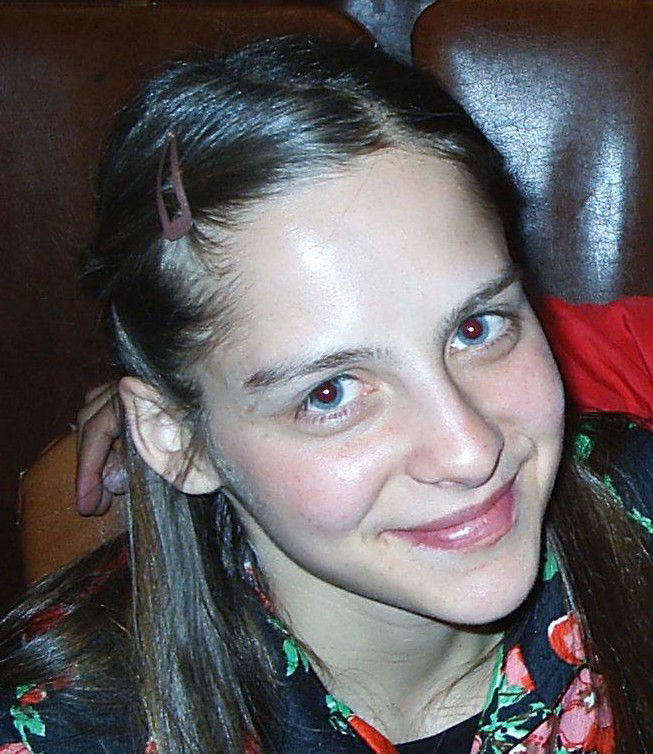
Francisca Lewin en un festival de curtmetratges a Punta Arenas.

En 2007, va sortir a l'aire fonamentalment en tres projectes televisius del canal estatal: Corazón de María, la telenovel·la del primer semestre, on Lewin va ser una jove trasplantada, Elisa, que té una història familiar complicada; Mi primera vez, una sèrie d'antologia que gira entorn de la pèrdua de la virginitat dels seus protagonistes. En aquesta, Francisca apareix en el capítol titulat "Gonzalo", on el protagonista, interpretat per Matías Oviedo, és un col·legial verge que tracta de persuadir a la seva núvia (Lewin), també verge, per a tenir sexe. Finalment, va aparèixer en el sitcom Hotel para dos, dirigit per Nicolás Acuña, on era una adolescent "perna" que hereta un hotel, al costat de la seva mare, la seva germanastra i la mare d'aquesta última.
En 2008, integra l'elenc de la telenovel·la Viuda alegre, on interpreta el rol de Javiera Balmaceda i Sabina Díaz.
El 18 de juny de 2009 es va estrenar en cinemes la pel·lícula Teresa, que protagonitza Lewin i dirigeix Tatiana Gaviola. En el mateix any Francisca protagonitza al costat d'Álvaro Rudolphy la teleserie nocturna Conde Vrolok, interpretant a Emilia Verdugo.
El 2010 va protagonitzar La familia de al lado, producció en la que li va donar vida a Carola Fabres, l'ovella negra de la família Fabres i viu a l'ombra de la seva germana major, Ignacia. “Els papàs no tracten bé a Carola, no com a Ignacia que sempre ha estat la favorita. Per això ella es rebel·la i es refugia en l'alcohol i les drogues”, explica Francisca.
En 2011 es dedica de ple al teatre en l'obra de Guillermo Calderón Villa+Discurso i el 2012 va participar al llargmetratge Educación física amb Pablo Cerda.
En 2014 Lewin va aconseguir afermar-se encara més en el seu ascens professional amb Las 2 Carolinas, dirigida per Vicente Sabatini. El paper de Carolina Salazar, la jove innocent que arriba a les Comtes per a treballar com a assistent personal de la voraç i implacable propietària d'una botiga de modes Sofia Parker (Claudia Di Girolamo), va resultar perfecte per a l'aire genuí dels ulls i somriure de Lewin.
El 2024, Francisca Lewin va obtenir el paper protagonista de María Carolina Geel, en la pel·lícula El lugar de la otra, dirigida per Maite Alberdi. Pel seu acompliment, va rebre una nominació al Premi Platino a la millor actriu secundària.

## Publicitat
Durant 2006, Francisca Lewin també ha incursionado en l'àrea de la publicitat, sent un dels principals rostres de la multitenda Ripley. va ser contractada per Ingesa S.A. per a ser el rostre de les sabatilles Skechers, lloc que abans va ocupar l'actriu Carolina Varleta. El gerent de Ingesa S.A. va comentar que Lewin va ser triada pel fet que és "talentosa, carismàtica, que desperta gran simpatia entre la joventut. És pròxima a la gent, senzilla i allunyada de la faràndula".

## Filmografia
| Any  | Títol                      | Rol                 | Director              | Ref.   |
| ---- | -------------------------- | ------------------- | --------------------- | ------ |
| 2005 | Se arrienda                | Elisa               | Alberto Fuguet        |        |
| 2009 | Teresa                     | Teresa Wilms Montt  | Tatiana Gaviola       | [ 9 ]  |
| 2010 | Velódromo                  | Claudia Santa Ana   | Alberto Fuguet        |        |
| 2011 | Quiero entrar              |                     | Roberto Farías        |        |
| 2012 | Educación física           | Emiliana            | Pablo Cerda           |        |
| 2012 | Réquiem                    | Margarita           | Camilo Chicahuale     |        |
| 2013 | Agua                       | Malena              | Álvaro Rudolphy       |        |
| 2015 | Replicas                   | Catalina            | Diego Gonzalez Durney |        |
| 2015 | Vida sexual de las plantas | Bárbara             | Sebastián Brahm       |        |
| 2023 | Vivir al revés             |                     | Mauricio Álamo        | [ 10 ] |
| 2024 | El lugar de la otra        | María Carolina Geel | Maite Alberdi         | [ 6 ]  |

| Any  | Títol        | Rol      | Director       | Ref. |
| ---- | ------------ | -------- | -------------- | ---- |
| 2004 | Rock         |          | Matías Cruz    |      |
| 2004 | Crescendo    | Estela   | Carlos Toro    |      |
| 2014 | No me toques | Yezarela | Mauricio Bravo |      |

## Televisió
| Any  | Títol                 | Paper                         | Notes                      |
| ---- | --------------------- | ----------------------------- | -------------------------- |
| 2003 | 16                    | Magdalena Arias               | Protagonista; 98 episodis  |
| 2004 | 17                    | Magdalena Arias               | Protagonista; 93 episodis  |
| 2005 | Los Capo              | Doménica Capo                 | Protagonista; 124 episodis |
| 2006 | Cómplices             | Andrea Riquelme               | Protagonista; 155 episodis |
| 2007 | Corazón de María      | Elisa Lamarca                 | Protagonista; 122 episodis |
| 2008 | Viuda alegre          | Javiera Balmaceda/Sabina Díaz | Elenc principal            |
| 2009 | Conde Vrolok          | Emilia Verdugo                | Protagonista; 104 episodis |
| 2010 | La familia de al lado | Carolina Fabres               | Protagonista; 125 episodis |
| 2013 | Secretos en el jardín | Raquel Lastra                 | Elenc principal            |
| 2014 | Las 2 Carolinas       | Carolina Salazar              | Protagonista; 136 episodis |

| Any  | Títol                          | Paper            | Notes                        |
| ---- | ------------------------------ | ---------------- | ---------------------------- |
| 2001 | Enigma                         | Cecilia Herrera  | Protagonista; Trágico agosto |
| 2002 | Cuentos de mujeres             | Camila           | Protagonista; Camila         |
| 2003 | Mea culpa                      | Viviana Garay    | Episodi: El taxi             |
| 2006 | Tiempo final                   | Karina           | Episodi: ¿?                  |
| 2007 | Mi primera vez                 | Carolina         | Episodi: Gonzalo             |
| 2007 | Hotel para dos                 | Paula Plaza      | Protagonista; 12 episodis    |
| 2017 | Ramona                         | Soledad Ortúzar  | Elenc principal              |
| 2018 | Martín, el hombre y la leyenda | Mireya Inostroza | Protagonista; 4 episodis     |
| 2021 | No nos quieren ver             | Colomba Ulloa    | Protagonista; 8 episodis     |

#### Programes
- 2014 - LV Festival Internacional de la Cançó de Viña del Mar (Chilevisión) - Jurat internacional

## Teatre
| Any     | Obra                                | Autor                 | Personatge | Teatre               | Ref.   |
| ------- | ----------------------------------- | --------------------- | ---------- | -------------------- | ------ |
| 2002    | Hombre pobre todo es trazas         |                       |            |                      |        |
| 2002    | Romeo y Julieta                     | William Shakespeare   | Julieta    |                      |        |
| 2003    | El enemigo del pueblo               | Henrik Ibsen          | Petra      | Teatro Tobalaba      |        |
| 2006    | Una mirada desde el puente          | Arthur Miller         | Catherine  | Teatro del Parque    | [ 21 ] |
| 2007    | Todo es distinto de cómo tú piensas | Carlos Fernández Shaw |            |                      |        |
| 2008-09 | Clase                               | Guillermo Calderón    |            | Centro Mori          | [ 22 ] |
| 2009    | Las tres hermanas                   | Anton Txèkhov         | Irina      | Teatro de la Palabra |        |
| 2011    | Villa+Discurso                      | Guillermo Calderón    |            | Teatro UC            |        |
| 2013    | Escuela                             | Guillermo Calderón    |            | Teatro UC            |        |
| 2016    | Un cuento de navidad                | Álvaro Viguera        | Belle      |                      |        |
| 2019    | Dragón                              | Guillermo Calderón    |            | Teatro UC            |        |

## Premis i nominacions
| Any  | Premi            | Categoria                                 | Producció                  | Resultat | Ref.  |
| ---- | ---------------- | ----------------------------------------- | -------------------------- | -------- | ----- |
| 2004 | Premi APES       | Millor projecció actoral en televisió     | 16                         | Nominada |       |
| 2005 | Premi APES       | Millor actriu de repartiment en televisió | Los Capo                   | Ganadora |       |
| 2006 | Reina Guachaca   | Personatge femení més popular             | Cómplices                  | Nominada |       |
| 2006 | Premio Altazor   | Millor actriu de cinema                   | Se arrienda                | Nominada |       |
| 2009 | Premio Altazor   | Millor actriu de teatre                   | Clase                      | Nominada |       |
| 2017 | Premios Caleuche | Millor actriu protagonista de cinema      | Vida sexual de las plantas | Nominada |       |
| 2025 | Premis Platino   | Millor actriu secundària                  | El lugar de la otra        | Nominat  | [ 7 ] |